# عجلة ماكسويل
فضلاً عن أنها مفيدة في إظهار القوة الدافعة وانحفاظ الطاقة وعزم الدوران، فإن عجلة ماكسويل هي جهاز معدني كبير مكون من حدّافة معلقة في حبلين قويين مثبتين في إطار معدني.  وقد أُطلق عليها هذا الاسم نسبة إلى جيمس كليرك ماكسويل (James Clerk Maxwell).  تكون الحبال ملفوفة حول عمود العجلة الذي يتم تحريره بعد ذلك. ستنحل العجلة مع سقوطها لأسفل ولكنها ستلف نفسها مرة أخرى عندما تحملها القوة الدافعة إلى أعلى في الاتجاه المعاكس. وستستمر عملية التذبذب هذه لبعض الوقت قبل التوقف تدريجيًا مع فقدان العجلة للقوة الدافعة ببطء ومن ثم تتحرك بسرعة أقل في كل مرة. تثبت عجلة ماكسويل مسألة الحفاظ على الطاقة. إذ أن حركاتها تعكس التحويل الخلفي والأمامي بين الطاقة الكامنة للجاذبية والطاقة الحركية. وتأخذ هذه الحركات أشكال سرعة الدوران والسرعة الخطية التي تحدث في الحدافة. وهذا الجهاز في الأساس عبارة عن شكل محور قليلاً من لعبة اليويو. فعندما يلفّ شخص ما سلاسل على المحور ويحررها؛ فعندما تصل إلى الأسفل فإنها ستصعد حتى تصل إلى نقطة البداية تقريبًا. يكون طول السلاسل واحدًا لضمان حدوث حركة صحيحة. وينبغي أيضًا التحقق من أنها تُلف قرب منتصف الجهاز لإبقاء السلاسل على المحور.

## وصلات خارجية
- Example of Maxwell's Wheel على يوتيوب